# Natividade (kommun i Brasilien, Rio de Janeiro, lat -21,03, long -41,94)
Natividade är en kommun i Brasilien.   Den ligger i delstaten Rio de Janeiro, i den sydöstra delen av landet, 900 km sydost om huvudstaden Brasília. Antalet invånare är 15 077.
Följande samhällen finns i Natividade:
- Natividade

Omgivningarna runt Natividade är huvudsakligen savann. Runt Natividade är det glesbefolkat, med 14 invånare per kvadratkilometer.